# والتر بایرون (بازیگر)
والتر بایرون (انگلیسی: Walter Byron؛ ۱۱ ژوئن ۱۸۹۹ – ۲ مارس ۱۹۷۲) هنرپیشه اهل انگلستان بود.
از فیلم‌ها یا برنامه‌های تلویزیونی که وی در آن نقش داشته‌است می‌توان به ماه عسل پرماجرا، تجارت پرمخاطره، ماری ملکه اسکاتلند  و سه دختر عاقل اشاره کرد.